# Бертран, Маршелин
Маршели́н Бертра́н (англ. Marcheline Bertrand, урождённая Марша Линн Бертран; 9 мая 1950 года, Ривердейл, Иллинойс, США — 27 января 2007 года, Лос-Анджелес, Калифорния, США) — американская киноактриса и кинопродюсер, бывшая жена Джона Войта и мать Анджелины Джоли и Джеймса Хейвена.

## Биография
Маршелин Бертран родилась 9 мая 1950 года в Ривердейлеили Блу-Айленд  (штат Иллинойс, США)  в семье Ролланда Ф. Бертрана (11.06.1923 — 08.04.1985) и Лоис Джун Бертран (в девичестве Гуэнс; 4.02.1928 — 11.11.1973). У неё был брат Рэйли и сестра Дебби (1952 — 26.05.2013). Часть своего детства она провела в Ривердейле, небольшом поселении в округе Кук.
Маршелин Бертран — американская актриса, которая не получила на этом поприще особой славы. Она очень много времени посвятила гуманитарной работе. Но больше всего известна как мать одной из самых знаменитых голливудских звезд — Анджелины Джоли.
Отец Бертран был франкоканадского происхождения. Предки её матери — голландцы и немцы, иммигрировавшие в Соединённые Штаты в середине девятнадцатого века. Бертран утверждала, что была родом из ирокезов по линии отца, хотя её единственный известный предок американских индейцев — женщина-гурон, рождённая в 1649 году в современном Квебеке. Мать Джоли, Маршелин Бертран, часто ошибочно называли француженкой из-за её имени.
Семья будущей актрисы переехала в Беверли-Хиллз в Калифорнию из Чикаго в 1965 году. Там она пошла в среднюю школу. Маршелин окончила среднюю школу в Беверли-Хиллз.
Маршелин посвятила лучшие годы своей жизни работе в гуманитарной сфере. Она объединилась с Джоном Труделлом, одним из её партнёров, с целью заложить основы благотворительной организации под названием «Фонд всех племён». Цель его заключалась в поддержке коренных американцев в экономическом и культурном плане.
Начало её карьеры приходится на начало 1970-х годов. Она снималась в кино и продюсировала фильмы.

## Личная жизнь
В 1971—1980 годах Маршелин была замужем за актёром Джоном Войтом (род. 1938). У бывших супругов было двое детей — сын Джеймс Хейвен Войт (род. 11.05.73) и Анджелина Джоли Войт (род. 04.06.75).
В 1978—1989 годах Маршелин состояла в фактическом браке с режиссёром Биллом Дэем. Во время этих отношений Бертран перенесла несколько выкидышей. Была в отношениях с активистом и музыкантом Джоном Труделлом.
Бертран вышла замуж за Тома Бессамра в 2002 году. Пара оставалась вместе в течение пяти лет, вплоть до смерти актрисы в 2007 году.
У Маршелин шесть внуков, дети её дочери Анджелины и её бывшего мужа Брэда Питта. Один из внуков получил второе имя «Маршелин» в её честь.
- Мэддокс Шиван Джоли-Питт (род. 05.08.01)
- Пакс Тьен Джоли-Питт (род. 29.11.03)
- Захара Марли Джоли-Питт (род. 08.01.05)
- Шайло Нувель Джоли-Питт (род. 27.05.06)
- Нокс Леон Джоли-Питт (род. 12.07.08)
- Вивьен Маршелин Джоли-Питт (род. 12.07.08)

## Болезнь и смерть
В конце 1990-х годов Маршелин Бертран поставили диагноз рак яичников. Свои последние годы она провела вдали от общественной жизни, вела практически затворнический образ — на публике не появлялась, интервью не давала. После 8 лет борьбы с раком яичников и молочной железы она скончалась в 56-летнем возрасте 27 января 2007 года в Лос-Анджелесе (штат Калифорния, США).